# Pest (provins)
Pest är en provins i norra Ungern vid gränsen till Slovakien. Provinsen hade 1 278 874 invånare år 2019. Provinsen omger huvudstaden Budapest. Genom Pest rinner floden Donau.